# احتجاجات بوزنان في 1956
احتجاجات بوزنان في 1956، والمعروفة أيضًا باسم يونيو بوزنان (بالبولندية: Poznański Czerwiec)، هي أول احتجاجات حاشدة ضد الحكومة الشيوعية لجمهورية بولندا الشعبية. بدأت مظاهرات العمال للمطالبة بتحسين ظروف العمل في 28 يونيو 1956 في مصانع سيجيلسكي ببوزنان وقوبلت بقمع عنيف.
تجمع حشد من حوالي 100 ألف شخص في وسط المدينة بالقرب من مبنى وزارة الأمن العام المحلية. أمِرت حوالي 400 دبابة و10 آلاف جندي من الجيش الشعبي البولندي و فيلق الأمن الداخلي تحت قيادة الجنرال البولندي السوفيتي ستانيسلاف بوبلافسكي، بقمع المظاهرة وأثناء التهدئة أطلق النار على المدنيين المتظاهرين.
يقدر عدد القتلى من 57 إلى أكثر من مئة شخص، بما في ذلك صبي يبلغ من العمر 13 عامًا، وهو روميك سترايكوفسكي. وأصيب المئات بجروح. كانت احتجاجات بوزنان علامة فارقة مهمة في الطريق إلى أكتوبر البولندي وتنصيب حكومة بعيدة قليلًا سيطرة السوفيت.

## خلفية
بعد وفاة جوزيف ستالين، دفعت عملية اجتثاث الستالينية المناقشات حول القضايا الأساسية في جميع أنحاء الكتلة الشرقية. كان لخطاب نيكيتا خروتشوف «حول عبادة الشخصية ونتائجها» انعكاسات واسعة داخل الاتحاد السوفياتي والدول الشيوعية الأخرى. في بولندا، بالإضافة إلى نقد عبادة الشخصية، تركزت موضوعات شعبية من المناقشات حول الحق في اتخاذ مسار أكثر استقلالية من الاشتراكية الوطنية المحلية بدلًا من اتباع النموذج السوفياتي في كل التفاصيل الصغيرة. واعتبرت هذه الآراء في مناقشة ونقد من قبل العديد من أعضاء حزب العمال المتحدة البولندية لإعدام ستالين الشيوعيين البولنديين الأكبر سنًا من الحزب الشيوعي في بولندا خلال التطهير الكبير. أعطت وفاة الزعيم الشيوعي المتشدد البولندي بولسو بييروت في 12 مارس 1956، يُزعم أنها من صدمة من مضمون الخطاب السري، مزيدًا من الزخم للحركة من أجل التغيير.
تعززت المقاومة المناهضة للشيوعية في بولندا، وأنشأت مجموعة من قادة المعارضة والشخصيات الثقافية نادي كروكد سيركل في وارسو. عزز النادي المناقشات حول الاستقلال البولندي، وشكك في كفاءة الاقتصاد الذي تسيطر عليه الدولة، وشجب الحكومة وحتى أدان قدامى المحاربين في الحرب العالمية الثانية من القوات المسلحة البولندية في الغرب وأرميا كرايوا. بينما أعرب المثقفون عن عدم رضاهم عن المناقشات والمنشورات، نزل العمال إلى الشوارع. لم تتحسن الظروف المعيشية في بولندا، على عكس البروباغندا الحكومية، ووجد العمال، على نحو متزايد، أن لديهم القليل من السلطة مقارنة ببيروقراطية الحزب.
كانت مدينة بوزنان إحدى أكبر المراكز الحضرية والصناعية في جمهورية بولندا الشعبية. كانت التوترات تتزايد هناك، لا سيما منذ خريف عام 1955. كان العمال في أكبر مصنع في المدينة، مصنع جوزيف ستالين أو سيجيلسكي للصناعات المعدنية، يشتكون من الضرائب المرتفعة على معظم العمال المنتجين، والتي أثرت على عدة آلاف من العمال. لم يكن المديرون المحليون قادرين على اتخاذ أي قرارات مهمة بسبب الإدارة الدقيقة من قبل كبار المسؤولين؛ على مدى عدة أشهر، أرسِلت الالتماسات والرسائل والوفود إلى وزارة صناعة الآلات البولندية واللجنة المركزية لحزب العمال البولندي الموحد، ولكن دون جدوى.
أخيرًا، أرسِل وفد من حوالي 27 عاملًا إلى وارسو حوالي 23 يونيو. في ليلة 26 يونيو، عاد الوفد إلى بوزنان، واثقًا من أن بعض مطالبهم قد نُظر إليها بإيجابية. ومع ذلك، في صباح اليوم التالي، التقى وزير صناعة الآلات بالعمال وسحب العديد من الوعود التي قدمها وفدهم في وارسو.